# آسیای داخلی

چین غربی

خاور دور روسیه

آسیای داخلی (انگلیسی: Inner Asia) به مناطق محصور در خشکی در شرق آسیا و شمال آسیا می‌گویند که شامل چین غربی، مغولستان، سیبری و خاور دور روسیه است.